# Alfred Comyn Lyall
Alfred Comyn Lyall (Coulston (Surrey), 1835. január 4. – 1911. április 10.) angol politikus és író. 

## Életpályája
Indiai államszolgálatba lépett és 1882-ben az északnyugati tartományok kormányzója lett. 1888-ban hazatért Elő-Indiából és az indiai tanácsban foglalt helyet. Az állam a Bath-rend jelvénnyel, az Oxfordi Egyetem pedig doktori címmel tüntette ki. 

## Nevezetesebb művei
- Asiatic studies, religious and social (1882)
- Verses written in India (1889)
- Life of Warren Hastings (1889)
- Natural religion in India (1891)
- Rise and expansion of the British dominion in India (1894, 2. kiadás)